# Kaneda Kazuo
Kaneda Kazuo (japanisch 金田 和郎; geboren 1895 in der Präfektur Fukuoka; gestorben 1941) war ein japanischer Maler der Nihonga-Richtung während der Taishō- und Shōwa-Zeit.

## Leben und Werk

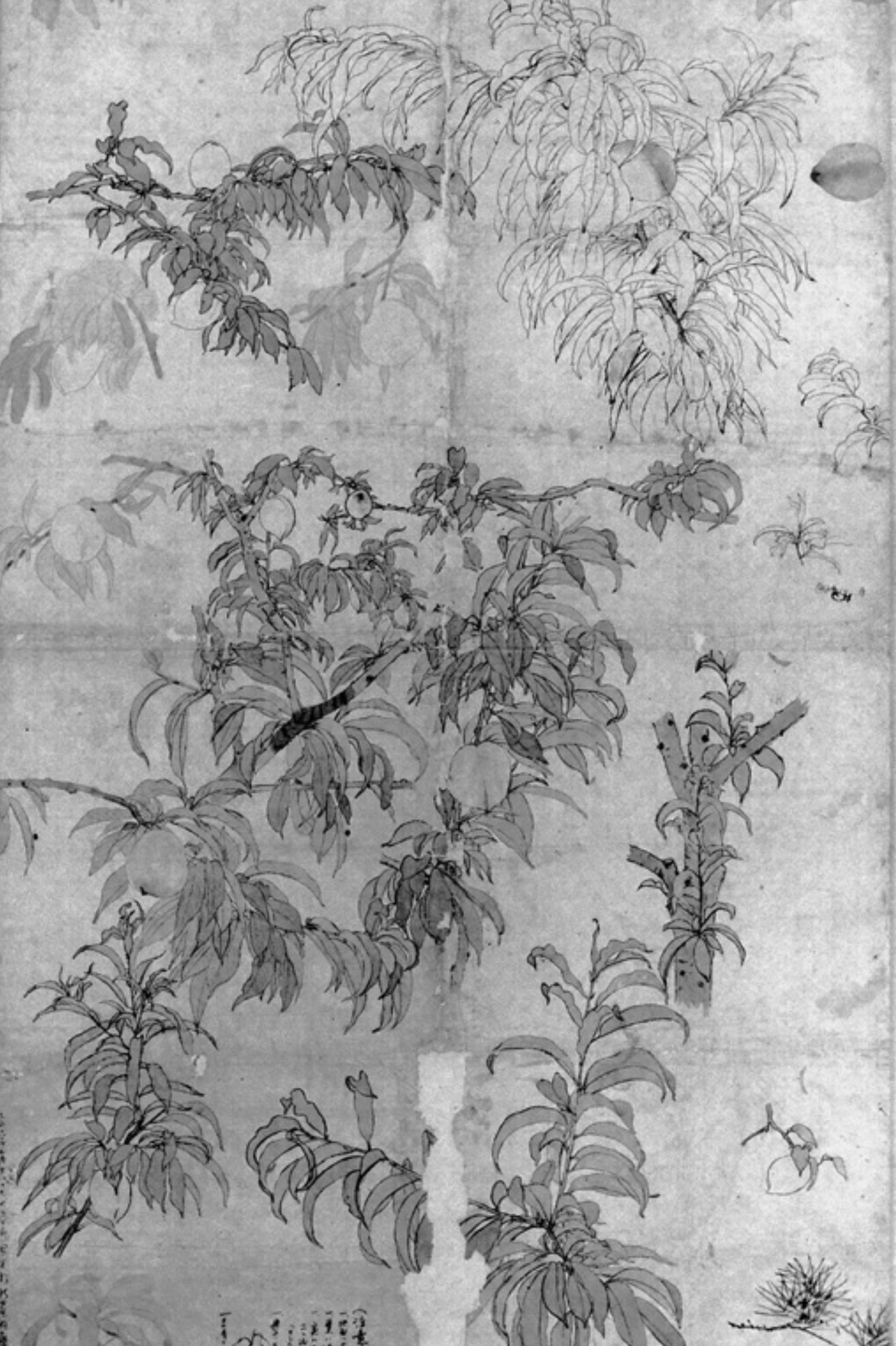
Pfirsiche, Vorzeichnung

Kaneda Kazuo machte 1920 seinen Abschluss an der „Fachschule für Kunst und Kunstgewerbe Kyōto“ (京都市立美術工芸学校, Kyōto shiritsu bijutsu kōgei gakkō). Während seiner Ausbildung schloss er sich mit jungen Malern wie Tsuchida Bakusen, Ono Chikkyō, Sakakibara Shihō, Ono Chikkyō und anderen zur Gründung der Künstlervereinigung „Kokuga sōsaku kyōkai“ (国画創作協会) zusammen. Auf der  1. Ausstellung 1918 stellte er sein Bild „Pfirsiche“ (水蜜桃) aus, das dann den angesehenen Chogyū-Preis erhielt. Auf der 2. Ausstellung der „Kokuga sōsaku kyōkai“ wurde allerdings sein bemalter Stellschirm „Weintrauben“ (葡萄図, Budō-zu) nicht angenommen.
Kaneda erkrankte und kehrte nach Fukuoka zurück. Dort unterrichtete er zunächst zwei Jahre an der Asakura-Oberschule für Mädchen (福岡県立朝倉高等女学校, Fukuoka kenristsu Asakura kōtō jogakkō) und dann rund 19 Jahre an der Asakura-Mittelschule (福岡県立朝倉中学校, Fukuoka kenritsu Asakura chūgakkō). Er brach 1941 während des Unterrichts zusammen und verstarb.
1991 veranstaltete das das „Amagi-Museum der Präfektur Fukuoka für Geschichte“ (福岡県立甘木歴史資料博物館, Fukuoka kenritsu Amagi rekishiryō hakubutsukan) zusammen mit dem Nationalmuseum für moderne Kunst Kyōto eine Gedächtnisausstellung, auf der 14 Gemälde und 12 Vorzeichnungen bzw. Skizzen von Kaneda gezeigt wurden.

## Bilder

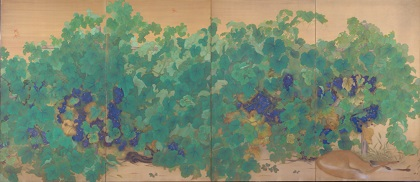
Weintrauben, 1919
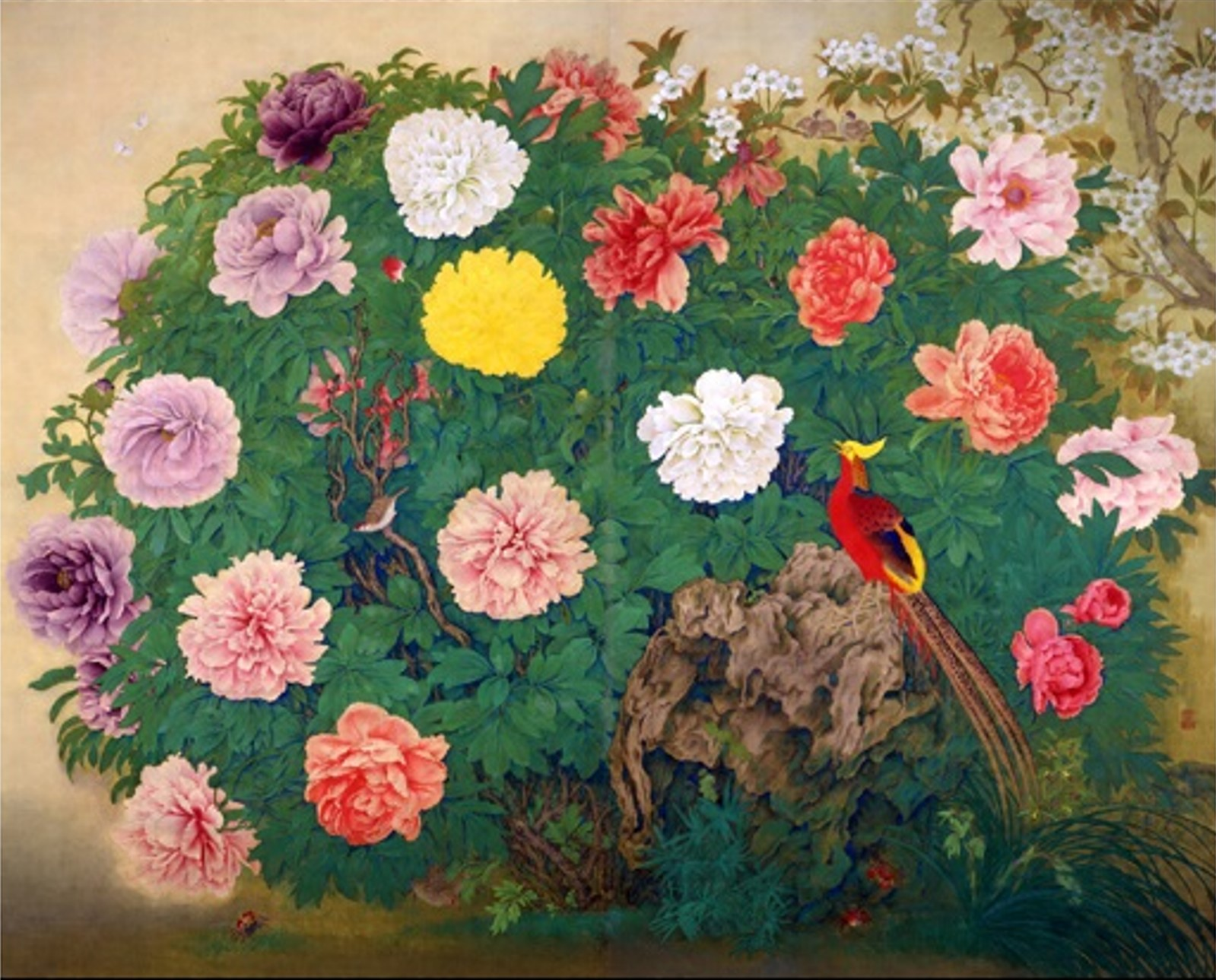
Päonien
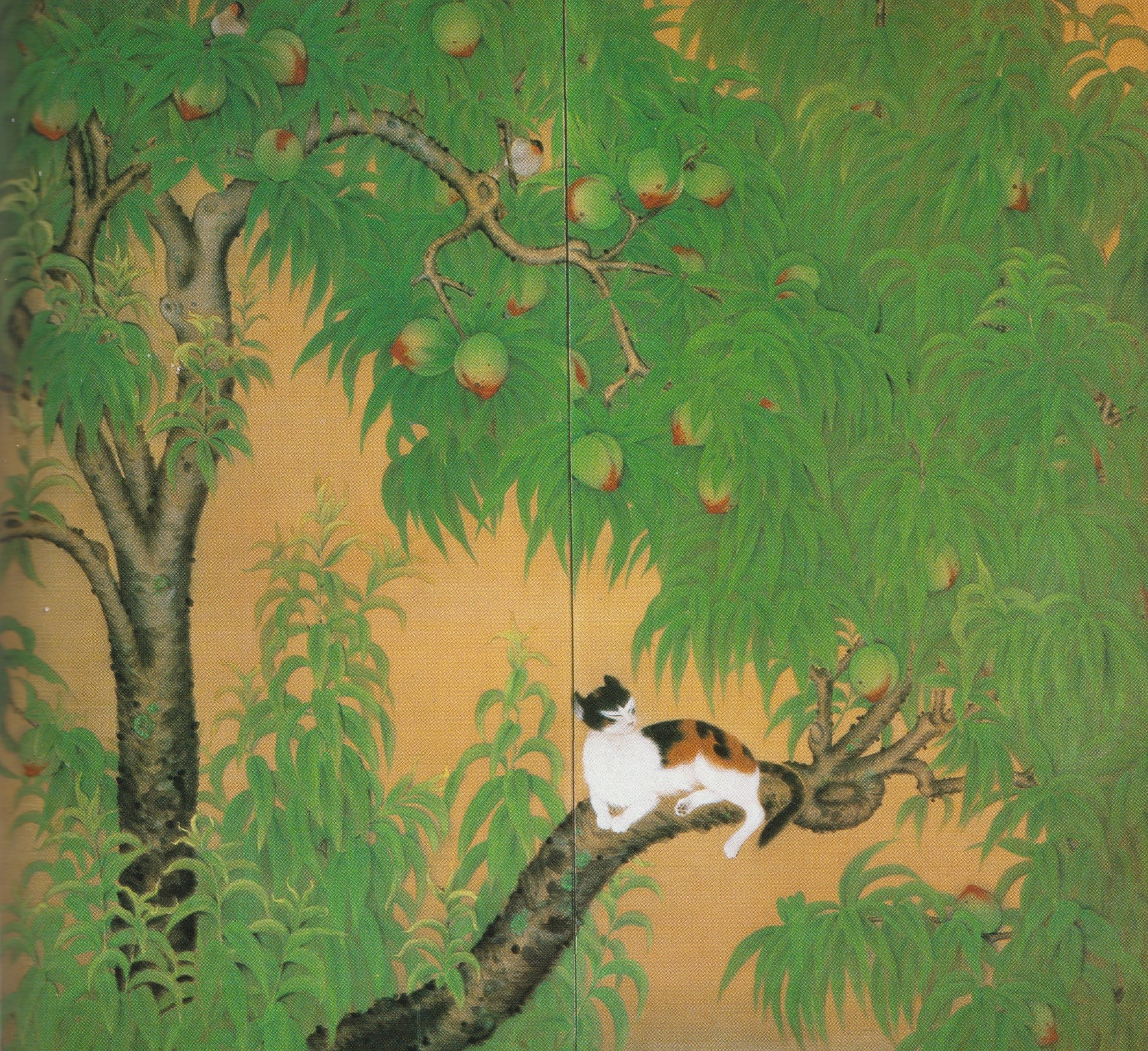
Katze auf dem Pfirsichbaum